# Valpolicella classico superiore
Il Valpolicella classico superiore è un vino rosso DOC del Veneto prodotto esclusivamente nella Valpolicella classica in provincia di Verona da vitigni autoctoni quali Corvina, Corvinone (nella misura massima del 50% in sostituzione della Corvina), Rondinella ma anche in percentuali minori con Forselina, Negrara e Oseleta. La Molinara uscita recentemente dal disciplinare come obbligatoria è comunque permessa. Sono le stesse uve che vengono utilizzate per la produzione dell'Amarone e del Recioto.

## Caratteristiche organolettiche
- aspetto: rosso granato piuttosto carico, sostenuto.
- aromi: frutti rossi canditi, uva spina.
- sapori: ottimo bouquet, vino che ha corpo, tenore di zuccheri fermentescibili pronunciato.
- retro-olfazione:  violette
- durata della persistenza degustativa: quattro secondi e poco più.

## Le denominazioni classico e superiore

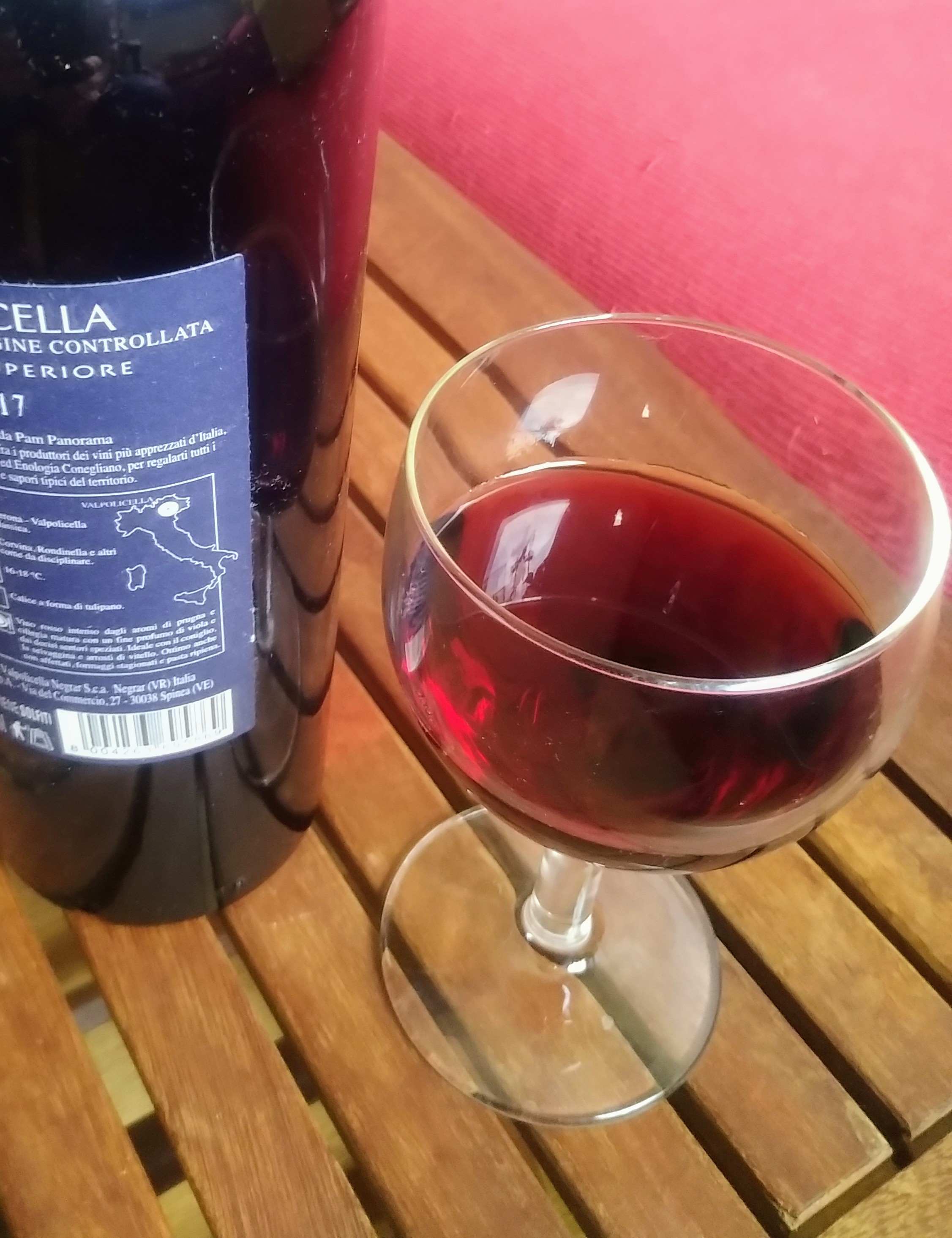
Un bicchiere di Valpolicella classico superiore del 2017

Il vino Valpolicella classico superiore riceve le denominazioni:
- Classico perché prodotto nella sottozona comprendente i comuni di Fumane, Marano di Valpolicella, Negrar, San Pietro in Cariano, Sant'Ambrogio di Valpolicella facenti parte della Valpolicella classica
- Superiore perché l'affinamento in botte avviene per un minimo di 12 mesi a partire dal 1º gennaio successivo alla vendemmia e il grado alcolico risulta essere al consumo superiore al 12%.

## Abbinamenti consigliati
Tortelli di zucca

## Produzione
Provincia, stagione, volume in ettolitri
- dati n.d.